# Tinodes valvatus
Tinodes valvatus är en nattsländeart som beskrevs av Martynov 1913. Tinodes valvatus ingår i släktet Tinodes och familjen tunnelnattsländor. Inga underarter finns listade i Catalogue of Life.